# Ołeh Hołowczak
Ołeh Hołowczak (ukr. Олег Головчак, ur. 1 marca 1951 we wsi Nowiczka w obwodzie iwanofrankiwskim na Ukrainie) – ukraiński architekt. Członek Narodowego Związku Architektów Ukrainy od 1978 roku. Projektuje obiekty budowlane do celów mieszkalnych, publicznych i religijnych.

## Biogram
Ołeh Hołowczak urodził się w 1 marca 1951 we wsi Nowiczka w obwodzie iwanofrankiwskim. Wyborowi profesji oprócz innych powodów sprzyjała sytuacja rodzinna: brat Ołeha, Wołodymyr, jest inżynierem budownictwa, brat Jarosław był architektem, a brat Petro artystą.
Skończył studia na Wydziale Architektury Politechniki Lwowskiej w 1974 roku. Od razu po zakończeniu studiów otrzymał skierowanie do Tarnopola, gdzie rozpoczął pracę w filii Instytutu "Dniprocywilprombud" (ukr. «Дніпроцивільпромбуд»). Od 1983 roku pełnił funkcję kierownika grupy architektonicznej.
Obejmował stanowisko głównego architekta projektu w Spółce Akcyjnej "Terno-Kors" (ukr. АТ «Терно-Корс»), obecnie jest głównym architektem przedsiębiorstwa "Ternopilarchprojekt" (ukr. Тернопільське колективне творчо-виробниче підприємство «Тернопільархпроект»).
W 1981 został wybrany na sekretarza Tarnopolskiej Obwodowej Organizacji Związku Architektów USRR. Od 1990 do 1999 był przewodniczącym Tarnopolskiej Obwodowej Organizacji Narodowego Związku Architektów Ukrainy; w listopadzie 2014 roku ponownie objął to stanowisko.
Ołeh Hołowczak tak wypowiedział się o swojej profesji:
Architekt zawsze jest trochę marzycielem, ale marzycielem, który pamięta o rzeczywistości. Służymy jednej z najtrudniejszych sztuk, która potrzebuje połączenia skrajnych właściwości: rozumu racjonalnego matematyka i duszy namiętnego artysty.

## Główne prace
Większość budowli zaprojektowanych przez Hołowczaka znajduje się w Tarnopolu.
W 1977 roku wraz z zespołem architektów pracował nad wnętrzami pałacu kultury "Oktiabr" (obecnie pałac kultury "Berezil" (ukr. «Березіль»). Za tę pracę zespół został nagrodzony dyplomami derżbudu USRR.
30 grudnia 1982 roku odbyło się uroczyste otwarcie czterokondygnacyjnego budynku Obwodowego Muzeum Krajoznawczego, zbudowanego w Tarnopolu według projektu Ołeha Hołowczaka. Za tę pracę architekt został wyróżniony dyplomem ІХ Republikańskiego Przeglądu Prac Młodych Architektów Związku Architektów USRR, który odbył się w 1985 roku w Kijowie.
W 1984 roku nastąpiło otwarcie nowo wybudowanego pomieszczenia Tarnopolskiego Akademickiego Teatru Lalki i Aktora.
Ołeh Hołowczak zaprojektował także osiedle mieszkaniowe przy ulicy Łuczakiwskiego w tarnopolskiej dzielnicy Drużba (1987–2003).
Według projektu architekta w latach 1999–2002 została zbudowana w Tarnopolu greckokatolicka cerkiew pw. Świętego Jozafata.
W 2000 roku przy ulicy Strzelców Siczowych w Tarnopolu został zbudowany budynek Archieparchii tarnopolsko-zborowskiej. W tym samym roku naprzeciwko budynku Archieparchii odsłonięto pomnik metropolity Andrzeja Szeptyckiego autorstwa Ołeha Hołowczaka i jego brata, artysty rzeźbiarza Petra Hołowczaka. W uroczystości 27 października uczestniczyli kardynał Lubomyr Huzar i ordynariusz Archieparchii tarnopolsko-zborowskiej Mychajło Sabryha.
Kolejną pracą architekta jest dzwonnica cerkwi Zaśnięcia Bogurodzicy w mieście Dolina.

### Tarnopolska Obwodowa Biblioteka Uniwersalna
Na początku lat 80. Ołeh Hołowczak stworzył projekt nowego gmachu dla Tarnopolskiej Obwodowej Biblioteki Uniwersalnej. Jednak budowa, rozpoczęta jeszcze w 1986, do dziś nie została skończona ze względu na brak funduszy. Pierwotnie zakończenie prac budowlanych planowano na 1989 rok, lecz zostały one zamrożone i wznawiano je sporadycznie. Od czasu do czasu pojawiała się kwestia zmiany przeznaczenia budynku.
Zdaniem Ołeha Hołowczaka, gdyby na projekt od 1991 roku przeznaczało się corocznie przynajmniej 500 tysięcy hrywien, byłby on już skończony. W przypadku utrzymania się obecnej sytuacji istnieje zagrożenie chaotycznego zabudowania placu Bohaterów Euromajdanu, gdzie znajduje się niedokończony budynek, co może mieć istotny wpływ na zepsucie wyglądu centrum Tarnopola.